# مجموعة لاتيكوير
مجموعة لاتيكوير (Groupe Latécoère) هي شركة طيران مقرها في تولوز ، فرنسا. تأسست الشركة في عام 1917 من قبل بيير جورج لاتيكوير، كانت معروفة في الماضي وبصورة خاصة بطائراتها المائية. اليوم، المجموعة هي المورد الرئيسي لأجزاء من جسم الطائرات والأبواب وهي ثاني أكبر مورد أوروبي من للأسلاك والتمديدات الكهربائية للطائرات وإلكترونيات الطيران مع شركتها التابعة لاتليك (Latelec).
وتزود كبرى الشركات المصنعة للطائرات في العالم بتصميم وتصنيع عناصر هياكل الطائرات والأبواب، والتي تشمل الطائرات التجارية المصنعة من قبل إيرباص وبوينغ، والطائرات الإقليمية المصنعة من قبل إمبراير وبومباردييه إيروسبيس، وطائرات رجال الأعمال المصنعة من قبل داسو للطيران والطائرات العسكرية مع داسو وإيرباص. في عام 2006، استخدمت المجموعة 3412 شخصا، وبلغت مبيعاتها السنوية 432 مليون يورو.

## منتجات الطائرات
- Latécoère 1
- Latécoère 2
- Latécoère 3
- Latécoère 4
- Latécoère 5
- Latécoère 6
- Latécoère 7
- Latécoère 8
- Latécoère 9*
- Latécoère 10*
- Latécoère 11*
- Latécoère 12*
- Latécoère 13*
- Latécoère 14
- Latécoère 15
- Latécoère 16
- Latécoère 17
- Latécoère 18
- Latécoère 19
- Latécoère 20*
- Latécoère 21
- Latécoère 22
- Latécoère 23
- Latécoère 24
- Latécoère 25
- Latécoère 26
- Latécoère 27*
- Latécoère 28
- Latécoère 29 (gros)*
- Latecoere 225*
- Latécoère 290
- Latécoère 291
- Latécoère 292
- Latécoère 293
- Latécoère 294
- Latécoère 295
- Latécoère 296
- Latécoère 297
- Latécoère 298
- Latécoère 299
- Latécoère 30*
- Latécoère 300
- Latécoère 301
- Latécoère 302
- Latécoère 310*
- Latécoère 32
- Latécoère 340
- Latécoère 350
- Latécoère 360*
- Latécoère 370*
- Latécoère 380
- Latécoère 381
- Latécoère 382*
- Latécoère 383*
- Latécoère 384*
- Latécoère 385*
- Latécoère 386*
- Latécoère 410*
- Latécoère 420*
- Latécoère 430*
- Latécoère 440
- Latécoère 441*
- Latécoère 442*
- Latécoère 443*
- Latécoère 460*
- Latécoère 470*
- Latécoère 480*
- Latécoère 490
- Latécoère 491
- Latécoère 492*
- Latécoère 493*
- Latécoère 500
- Latécoère 501
- Latécoère 502*
- Latécoère 503*
- Latécoère 510*
- Latécoère 520*
- Latécoère 521 Lieutenant de Vaisseau Paris
- Latécoère 522
- Latécoère 523
- Latécoère 524*
- Latécoère 525*
- Latécoère 530*
- Latécoère 531*
- Latécoère 550
- Latécoère 560*
- Latécoère 570
- Latécoère 580*
- Latécoère 581*
- Latécoère 582
- Latécoère 583*
- Latécoère 590*
- Latécoère 600*
- Latécoère 601*
- Latécoère 602*
- Latécoère 610*
- Latécoère 611
- Latécoère 613*
- Latécoère 614*
- Latécoère 615*
- Latécoère 616*
- Latécoère 617*
- Latécoère 620*
- لاتيكوير 631 Lionel de Marmier

aircraft marked * were projects only

## منتجات الصواريخ للبحرية الفرنسية
- Malaface
- Malafon

## المنتجات الحالية
- إيرباص إيه 330 إيرباص إيه 340 (القسم العلوي من بدن الطائرة الأوسط)
- إيرباص إيه 340 (القسم العلوي من بدن الطائرة الأوسط وقسم الأنف السفلي)
- إيرباص إيه 380 (أبواب الركاب, bulk cargo doors وقسم الأنف السفلي)
- إيرباص إيه 320 (أبواب الركاب)
- بوينغ 787 (أبواب الركاب)
- بومباردييه سي آر جيه 700 (bulk cargo door)
- إمبراير اي-جت (أبواب الركاب, emergency exit door and forward and aft fuselage barrel section)
- داسو فالكون 50 (Rear fuselage section)
- داسو فالكون 7 إكس (baggage door and rear fuselage section)
- داسو فالكون 900 (Rear fuselage section)

Source

## روابط خارجية
- Company official website
- Company official site (بالفرنسية)
- Profile on Google Finance.